# Jo De Poorter
Jo De Poorter (Gent, 27 augustus 1966) is een Vlaamse radio- en televisiepresentator, mediatrainer, journalist en auteur. Sinds 1989 is hij bijna onafgebroken te zien op de Vlaamse en Nederlandse televisie. Hij maakte programma's voor onder andere TV1, Nederland 1, RTL 4, SBS6, ATV, VT4 en VTM. Ook is hij regelmatig te horen op de radio. Zo presenteerde hij programma's voor Studio Brussel, Radio Donna, Radio 1 en Radio 2. Daarnaast schreef hij columns voor het maandblad Touche, bracht hij, samen met decorateur Geoffroy van Hulle, drie boeken uit en startte hij in 2002 zijn eigen "Succes Coaching". Hij wordt tevens geregeld gevraagd als commentator bij koninklijke gebeurtenissen.

## Biografie
Zijn professionele leven startte in 1985 bij de musicalafdeling van het Koninklijk Ballet van Vlaanderen. De Poorter was invaller voor de apostel Simon in de musical Jesus Christ Superstar.
Een jaar later schreef hij reportages voor onder andere De Standaard, Het Nieuwsblad, Knack en Flair. Hij recenseerde daarnaast ook theater en deed interviews.
De Poorter begon zijn carrière als reporter voor verschillende kranten en weekbladen. In 1989 trad hij als omroeper in dienst van de Belgische Radio en Televisie (BRT). Voor die zender presenteerde hij cultuur-, jongeren- en kinderprogramma's, de middag van Studio Brussel, De Afrekening, De Handelsbalans en zeven afleveringen van Samson. In 1992 werd hij presentator van het populairwetenschappelijk programma Alle Vijf.
Van 1992 tot 1994 nam hij de eindredactie en presentatie voor zijn rekening van het zaterdagse praatprogramma De tafel Van Jo & Co van Studio Brussel. Later maakte hij ook in Nederland een aantal programma's. Voor de NCRV presenteerde hij het informatieve showprogramma Het Idee en het celebrityprogramma Dinges.
Van 1995 tot 1997 presenteerde hij voor VT4 iedere weekdag de succesvolle datingshow Liefde op het Eerste Gezicht. Voor diezelfde zender was hij ook gastheer van De Nieuwe Soundmix Show en werd hij het gezicht van het familieprogramma Aangename kennismaking.
Terug op de Nederlandse televisie maakte De Poorter in 1996 voor SBS6 de dagelijkse kennisquiz Kripto. Rond het EK van dat jaar werd dit programma omgedoopt tot EK-Kripto.
In de zomer van 1999 versterkte hij de Nederlandse commerciële zender RTL 4 met een dagelijks taalspel van een uur: De Zomerkampioen. Het programma werd het bestbekeken nieuwe spel van het seizoen. In 2000 was hij voor datzelfde RTL 4 gastheer van veertig afleveringen  Sponsorbingo, een spelprogramma op zaterdagavond waarvan de opbrengst naar het goede doel ging. De presentatie van Sponsorbingo viel voor De Poorter langere tijd samen met het maken van Lucky Bingo (voorheen Bingovision) op TV1, waardoor hij op de zaterdagavond in twee verschillende landen te zien was. Op de Nederlandse televisie heeft hij de gewoonte met een Nederlands accent te presenteren.
In 2001 vormde hij samen met de Vlaamse Yasmine en Tanja Dexters het presentatietrio van het dagelijkse amusementsnieuwsprogramma De Rode Loper bij TV1. Hij maakte ook interviews en reportages voor dat programma.
In het najaar van 2001 startte hij met De Tekstbaronnen, een komische culturele quiz op Radio 1 met producer Paul Jacobs. Het programma groef in het collectieve culturele geheugen van schrijvers, journalisten en kunstenaars. Het programma De Tekstbaronnen kreeg in 2003 een nominatie van de vereniging van Belgische Radio-Televisiejournalisten voor beste programma.
In 2002 begon hij met zijn eigen bedrijf Succes Coaching, dat zich toelegt op het mediatrainen en coachen van mensen uit de televisie, het bedrijfsleven en de politiek. In die hoedanigheid werd hij ook een van de vaste talentcoaches van de VRT-televisie.
In het najaar van 2002 bracht De Poorter zijn eerste boek uit, Een Huis Voor Alle Seizoenen, een lifestyle- en woonboek gebaseerd op het werk van de Vlaamse decorateur Geoffroy van Hulle.
In november 2003 tekende hij een contract bij de VMMa voor drie jaar. Het eerste deel van 2004 reisde De Poorter voor het archiefprogramma De Tien de wereld af om de genomineerden te interviewen die het publiek koos in telkens een andere top tien, variërend van De grootste kindsterren, De meest indrukwekkende begrafenissen, Het meest aangrijpende televisiemoment tot De grootste komiek en De meest aantrekkelijke man.
In februari 2003 maakte De Poorter zijn entree op Canvas. Hij was een van de panelleden van het satirische actualiteitenprogramma De rechtvaardige rechters samen met Jean Blaute, Jan Verheyen, Bert Kruismans, Alain Grootaers en Ivo de Wijs.
In het najaar van 2003 werd De Tekstbaronnen ook een televisieprogramma bij Canvas. De kijker kreeg te zien dat de Baronnen hun geestelijke wedstrijd voerden in de ruïnes van een kasteel. 
In het voorjaar van 2004 startte De Poorter laat op de vrijdagavond Kopspijkers, een programma waarin de actualiteit en de media kritisch bekeken werden. Het programma bestond uit interviews, een spel en imitaties. In de zomer van datzelfde jaar nam De Poorter samen met Jan Verheyen en Gerty Christoffels de presentatie op zich van het praatprogramma Factor 3. Wekelijks op zondag ontving De Poorter gasten uit de actualiteit. Ook nam hij deel aan een speciale serie van de kennisquiz Safe met bekende mensen ten voordele van het kinderkankerfonds van Levenslijn. Hij won de reeks en dus ook de finale van Dirk Sterckx en schonk 17.000 euro aan het goede doel.
In 2005 vroeg VTM De Poorter een reeks van celebrity-afleveringen van de kennisquiz Safe te presenteren. Vanaf juni tot augustus liep het programma vijf dagen in de week.
In november nam De Poorter de presentatie van Familieraad over van Koen Wauters.
In datzelfde jaar werd het tweede interieur- en lifestyleboek van de hand van De Poorter Geluk van Leven aan de pers voorgesteld. Het boek behandelt het werk en de ideeën van de decorateur Geoffroy Van Hulle maar bevat naast leef-, reis-, eet- en drinkaanbevelingen ook de inzichten over wonen en leven van onder meer couturier Edouard Vermeulen, Omega Pharma-topman Marc Coucke en topchef Roger Souvereyns.
In 2006 nam hij deel aan een zangwedstrijd in het programma Just the Two of Us van VTM. Samen met Chadia Chambie vormde hij een van de acht duo's.
In het najaar van 2007 presenteerde hij onder andere Tv-Makelaar samen met Pascale Naessens op VTM. Het programma liep met succes tot eind februari 2008. Er kwamen uiteindelijk zes seizoenen van.
In dezelfde maand was De Poorter een van de tien heren in de tweede serie van het programma Ranking The Stars. Bekende mannen werden lastige, stoute en boeiende vragen voorgelegd. De Poorter kwam als winnaar uit de serie.
Voor de Belgische zender 2Be was De Poorter in 2008 te zien als de communicatiecoach en mediatrainer van de kandidates van de wedstrijd Vlaanderens Topmodel. In maart van datzelfde jaar werd De Poorter door VTM gevraagd als gastheer van het humoristische panelprogramma Niets dan de waarheid, de Vlaamse versie van het BBC-programma Would I lie to you?.
Zoals ieder jaar was De Poorter ook in september 2008 presentator van de Vlaamse Musicalprijs, een gala dat rechtstreeks op ATV werd uitgezonden vanuit de Zuiderkroon in Antwerpen. Sinds 2011 werkt De Poorter ook voor RTL Boulevard als België-correspondent. In november van dat jaar kwam zijn vierde boek uit: The Beauty Within, een lifestylegids over de schoonheid van interieurs, maar ook van dingen die buiten huiselijke muren liggen. In datzelfde jaar werd hij ook de vaste media-analist van de Vlaamse nieuwszender Radio 1 en kreeg hij een wekelijkse column bij de Vlaamse radiozender JOE fm.
Vanaf 2015 is hij copresentator van het VTM-programma Royalty. In juni 2016 beëindigde hij die presentatieopdracht.
Sinds dat jaar presenteert hij nog enkel grote evenementen, internationale herdenkingen, kroningen, staatsbegrafenissen en koninklijke huwelijken.
Hij was onder meer gastheer van het Antwerp-Shangai Economic Forum, de opening van de Brits-Belgische Nemo Link,  de Europese concerttour van Lady Gaga en Tony Bennett, commentator bij het huwelijk van prins Harry en Meghan Markle, de 18de verjaardag van kroonprinses Elisabeth (VTM) en de 60ste verjaardag van koning Filip van België (VRT).
Naar aanleiding van het 70-jarig jubileum van Elizabeth II van het Verenigd Koninkrijk schreef hij in 2022 de biografie De Laatste Koningin, over de Queen en de sleutelfiguren achter de kroon. Het boek werd een bestseller en kreeg bij de VRT zowel een podcast als een radioversie. In de zomer van 2022 liep op Radio 1 de tiendelige reeks De Laatste Queen. In oktober 2022 publiceerde De Poorter naar aanleiding van de 21ste verjaardag van kroonprinses Elisabeth van België Wij, Elisabeth. In 2023 publiceerde hij De macht van Mathilde over koningin Mathilde.
In 2023 schreef Jo De Poorter een communicatieboek: Het Kairos-effect. In 2024 verscheen Albert & Paola. Het geheim van de liefde, een biografische vertelling over het huwelijk tussen koning Albert II en koningin Paola van België. In 2024 schreef Jo De Poorter De Wegen van De Witte, een businessbiografie gewijd aan Ivan De Witte, gerenommeerd Belgisch ondernemer, ex-voorzitter van de Pro League en voormalig CEO van Hudson. In 2025 bracht hij De koning is dood. Leve de koning uit, over institutionele veranderingen, publieke perceptie en de rol van moderne vorsten, met specifieke aandacht voor de opvolging van koning Albert II door koning Filip.
In 2025 Jo De Poorter trad geregeld bij De Tafel van Gert als gast en tafelspringer. In 2025 gaf hij live commentaar bij de begrafenis van paus Franciscus, gevolgd door de inauguratie van paus Leo XIV.
Hij is ook gastdocent communicatiewetenschap aan de Vlerick Business School, de Antwerp Management School en de Universiteit Gent.

## Programma's (selectie)

### Boeken
- Een huis voor alle seizoenen.
- Geluk van leven.
- The Beauty Within.
- Succes in 100 dagen.
- De kleine coach voor grote dingen. Charisma in tijden van verandering.
- De kleine coach voor grote dingen. Spreken in het communicatietijdperk.
- De kleine coach voor grote dingen. Werk in tijden van crisis.
- De Laatste Koningin. Het ware verhaal van de Queen en de sleutelfiguren achter de kroon.
- Wij, Elisabeth. Koninginnen van de 21ste eeuw. 21 levenslessen van legendarische vorstinnen voor een kroonprinses van 21.
- De Macht van Mathilde. De ware impact van de koningin der Belgen. 2023.
- Het Kairos-effect. Handleiding voor excellentie in communicatie. 2023.
- Albert & Paola. Het geheim van de liefde. 2024.
- De Wegen van De Witte. Businessbiografie van Ivan De Witte. 2024.
- De koning is dood. Leve de koning. 2025.

### Podcast
- De Laatste Queen. VRT.
- De Eerste King. VRT MAX 2023.

### Radio
- De Afrekening. Hitlijst. 1989-1990. Presentator - Studio Brussel.
- De Handelsbalans. Hitlijst. 1991-1992. Presentator - Studio Brussel.
- De Tafel van Jo & Co. Praatprogramma. 1990-93. Presentator/eindredacteur – Studio Brussel.
- De Middag 1989-1991. Cultuurprogramma. Presentator - Studio Brussel.
- Pluche Palace. Theaterprogramma. 1997-1999. Presentator/samensteller - Radio 2.
- De Zoete Inval. Panelprogramma. 1995. Gastpresentator - Radio 2.
- Het Vervolg. Nieuwsprogramma. 1995-1998. Columnist - Radio 1.
- De nieuwe wereld. Actualiteitenprogramma. 1997-2005. Columnist - Radio 1.
- Huwelijk prins Filip en prinses Mathilde van België. 1999. Commentator Studio Brussel.
- Help. Adviesprogramma. 2000. Presentator - Studio Brussel.
- Zomerhit. Liedjesgala. Presentator Radio 2. 2000.
- Eregalerij van het Vlaamse Lied. Herdenkingsgala. Presentator Radio 2. 2000.
- Buitenvipper. Societyrubriek. 2001-2003. Columnist - Radio Donna.
- De Tekstbaronnen. Panelquiz. 2001-2004. Presentator - Radio 1. Prijs beste presentator door Belgische Vereniging van Radio en Televisiejournalisten.
- Alle Succes.  2010. Columnist. MNM.
- De Mediaman. 2009-2012. Columnist. Joe fm.
- Huwelijk prins Albert en Charlène van Monaco. 2011. Commentator Radio 1.
- Nieuwe Feiten. Columnist. Radio 1 2013.
- De Ochtend. Nieuwsprogramma. Radio 1. VRT.
- Vandaag. Nieuwsprogramma. Radio 1. VRT.
- Het Radionieuws. Radio 1, 2, Klara, Studio Brussel, MNM.
- Q-Music en Joe-fm, Medialaan. Media-analist en -commentator. 2007-heden.
- Olivier Awards. VRT, Radio 1, 2014.
- Koningsdag. VRT, Radio 1, 2014.
- Nationaal defilé. VRT,  Radio 1, 2014.
- De kleine coach voor grote dingen, Joe Fm, 2015.
- Lang zullen ze leven. VRT, Radio 1, 2016.
- Tony Bennet, 90, VRT, Radio 1, 2016.
- Nationaal defilé. VRT, Radio 1, 2016.
- 16de verjaardag prinses Elisabeth. VRT, Radio 1, 2017.
- Prinses Diana, 20 jaar, VRT, Radio 1, 2017.
- In memoriam Roger Moore, VRT, Radio 1, 2017.
- 100 jaar House of Windsor, VRT, Radio 1, 2017.
- Nationaal defilé. VRT, Radio 1, 2017.
- Begrafenis koning Bhumibol, VRT Radio 1, 2017.
- Nationaal defilé. VRT, Radio 1, 2018.
- Het Verborgen DNA. Joe Fm, 2018- 2019.
- Investituur kroonprinses Elisabeth, VRT, Radio 1, 2019.
- 60ste verjaardag koning Filip, VRT, Radio 1, 2020.
- Commonwealth Day Special. Radio 1. 2021.
- Prins Harry & Meghan Markle. Oprah Winfrey interview. Radio 1, Joe, Qmusic. 2021.
- De Liefhebber. Gast. Klara. 2021.
- Overlijden Prince Philip. Radio 1, Joe, Qmusic. 2021.
- 18de verjaardag Amalia der Nederlanden. VRT. Radio 1. 2021.
- Herdenking prinses Lilian van België. VRT. Radio 1. 2022.
- Herdenking prinses Diana van Wales. VRT. Radio 1. 2022.
- De Laatste Queen. Radio 1. 2022.
- Overlijden Elizabeth II van Verenigd Koninkrijk. VRT, DPG.
- Kroning koning Charles. Radio 1 / Joe / Qmusic. 2023.
- Overlijden Dame Edna. Radio 1. 2023.
- Overlijden Nicole Josy. Radio 1. 2023.
- De eerste King. Radio 1. 2023.
- Begrafenis paus Franciscus. Radio 1. 2025
- Begrafenis paus Franciscus. Qmusic. 2025

### Televisie
- Meester, hij begint weer! - jongerenprogramma BRT, 1985
- Samson – kinderprogramma. VRT, 1990.
- University Regatta – studentenprogramma Canvas, 1991.
- Alle Vijf – wetenschappelijk programma VRT, 1992.
- Het Idee – praatprogramma NCRV, 1994.
- Het Nieuws – actualiteitenprogramma ATV, 1995.
- Dinges – panelquiz NCRV, 1995.
- Liefde Op Het Eerste Gezicht – datingshow VT4, 1995-1998.
- Nieuwe Soundmix Show - talentenjacht VT4, 1996.
- Europese Soundmix Finale - talentenjacht VT4, 1996.
- Aangename Kennismaking – spelprogramma VT4, 1997.
- Honderdsteboven – spelprogramma TV1, 1998.
- Zomerkampioen – taalspel RTL 4, 1998.
- E.K. Kripto – sportquiz SBS6, 1999.
- Bingovision – spel- en loterijprogramma TV1, 1997-1999.
- Lucky Bingo – spel- en loterijprogramma TV1, 1999-2000.
- Telekids - kinderprogramma RTL 4 Gastpresentatie 1999.
- Stars in their Eyes – talentenjacht. Jurylid. ITV, 2000.
- Bedrock – jongerenprogramma. Gastpresentator. ITV 2, 2000.
- Win een sponsor – talentenjacht RTL 4, 2000.
- Sponsorbingo - quiz RTL 4, 2000-2001.
- De Rode Loper – amusementsnieuwsprogramma TV1, 2001-2003.
- De Rechtvaardige Rechters – satirisch panelprogramma Canvas, 2003-2004.
- De Tekstbaronnen – panelprogramma Canvas, 2003.
- Factor 3 – praatprogramma VTM, 2004.
- De Tien – interview- en reportageprogramma VTM, 2004.
- Vlaamse Musical Awards – muziekgala ATV, 2004-2009.
- Kopspijkers – satirisch praatprogramma VTM, 2005.
- Safe – quizprogramma, VTM, 2005.
- Rtl-Boulevard – amusementsnieuwsprogramma, gastpresentator. 2005.
- Miss World 2005 – missverkiezing. Commentaar Kanaal 2. 2005.
- Familieraad – spelprogramma VTM, 2005-2006.
- VIPS - amusementsnieuwsprogramma. Mediawatcher. VTM, 2006.
- Just the Two of Us – celebritytalentenjacht. Zanger. VTM, 2006.
- Brussel 11/07 – rechtstreeks herdenkingsgala. VTM, 2007.
- TV Makelaar – infotainmentprogramma.  VTM 2007-2012.
- Ranking the Stars – panelprogramma. Panellid en winnaar. VTM, 2008.
- Vlaanderens Topmodel – talentenjacht. Communicatiecoach en mediatrainer. 2BE, 2008.
- Niets dan de Waarheid – panelprogramma. VTM, 2008.
- Wij van België – satirisch imitatieprogramma. Communicatiecoach. VTM, 2009.
- Huwelijk prins William en Catherine Middleton. 2011, VTM, RTL 4.
- Rtl Boulevard – amusementsnieuwsprogramma. Belgiëcorrespondent. RTL 4, 2011-2013.
- Voor de Show – amusementsnieuwsprogramma. Interviewer. VTM, 2011.
- Rtl Boulevard – amusementsnieuwsprogramma. Gastpresentator. RTL 4, zomer 2012.
- Manneke Paul – praatprogramma. Gastpresentator. VTM, 2012.
- Café Corsari – praatprogramma. Interviewer. Eén. 2013.
- Inhuldiging koning Willem-Alexander der Nederlanden. VTM, 2013.
- Kroning koning Filip van België. RTL 4, 2013.
- Kroning koning Felipe van Spanje. Eén, 2014.
- Royalty, VTM, 2015-2016.
- Prinses Diana, 20ste verjaardag overlijden, VRT, 2017.
- Hugh Hefner, in memoriam, VRT, 2017.
- Koningin Elizabeth & prins Philip, 70ste huwelijksverjaardag, VTM, 2017.
- Martin Luther King, 50ste sterfjaar, VRT, 2018.
- Prinses Beatrix, 80ste verjaardag, NPO 1, 2018.
- Prins Hendrik van Denemarken, in memoriam, VRT, 2018.
- Huwelijk prins Harry en Meghan Markle, VTM, 2018.
- Albert van Monaco, 60ste verjaardag, VRT, 2018.
- Winston Churchill, herdenking, VRT, 2019.
- Oprah Winfrey, 65ste verjaardag, VRT, 2019.
- Bezoek koning Filip aan Zuid-Korea, VTM, 2019.
- 18de verjaardag kroonprinses Elisabeth, VTM, 2019.
- 60ste verjaardag koning Filip, VRT, 2020.
- Eedaflegging Joe Biden. VTM. 2021.
- Prins Harry & Meghan Markle. Oprah Winfrey interview. VRT. Eén. 2021.
- Overlijden Prince Philip. VTM. 2021.
- Begrafenis Prince Philip. VTM. 2021.
- Begrafenis Elizabeth II van Verenigd Koninkrijk. VTM. 2022.
- 21ste verjaardag Elisabeth van België, Tijd voor Max. NPO 1.
- Winteruur. Canvas. 2022.
- Kroning koning Charles. VTM. 2023
- Play Café. Play 4. 2023.
- De Kroonprinsessen. VTM. 2023.
- De Tafel van Gert. Play 4. 2023-2025.
- De Tafel van Tine. Play 4. 2025.
- Begrafenis paus Franciscus. VTM. 2025.
- Inauguratie paus Leo XIV. VTM 2025.